# 工作面試

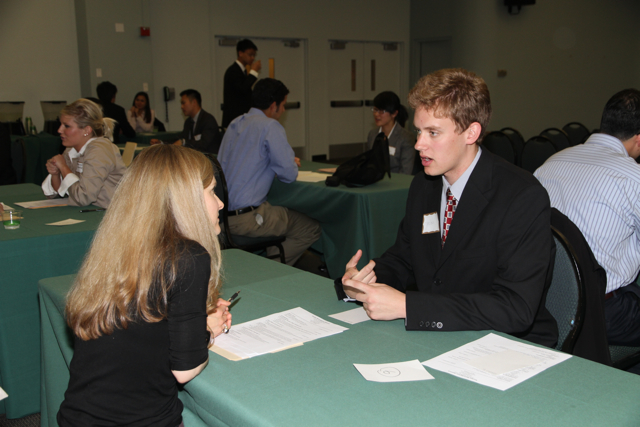
一名面試者正在面試。

工作面试（英語：job interview）是應徵者與公司之間的面談，為求職常見流程。

## 概述
面試可能是閒聊般的交流，或是流程固定的結構化面試。研究顯示，結構化面試更能準確預測應徵者是否適任。通常，雇主會從履歷等文件，篩選出候選人邀請面試，就業博覽會等場合也會有面試機會。候選人數較多時，可能會有多輪面試、團體面試等甄選方式。所有面試結束後，雇主會選出最適合的人選，談判僱傭條件。

## 面試流程
面試前，人資部門會準備候選人的資料（履歷、測驗分數等），因此在這個階段，面試官可能已經對應徵者有初步了解。科技進步，公司方可以從搜尋引擎、部落格、社群媒體（LinkedIn、Facebook、X等）取得候選人資料，不管是否與工作相關，都可能影響面試評價。研究指出，面試前的印象與面試後的評價有關，即使應徵者表現與先前印象不符，也會受到影響，也有可能左右面談長度、提問方式。面試官的行為可能會傳遞出訊號，影響應徵者的表現，導致「自證預言」。面試後，雇主會整合面試前的資料、面試時的觀察，判斷是否雇用應徵者。
面試是雙向過程，求職者同樣會評估公司是否適合自己。求職者也會在面試前收集公司、職缺資訊，例如搜尋官方網站、相關新聞，或者至Glassdoor、Indeed、Jobplanet、面試趣、比薪水等公司評價網站尋找資料。

## 面試類型
面試候選人的方法有很多類型。不論是哪一種，都涉及「結構化程度」，也就是面試在設計、執行上，對不同應徵者的一致性。這可分為兩個面向：
- 內容：問哪些問題
- 評估：如何評分應徵者的回答

結構化程度越高，面試結果越能真實反映應徵者表現，而不太會受到與工作無關、分散注意力的因素（如外表）影響。結構化程度可以視為從「完全沒有結構」到「高度結構化」的一條連續光譜。不過，許多研究者認為，將面試分為是否結構化過於簡化。無論面試結構化程度，面試官提問時可以採用多種題型。最常用、有大量實證研究支持的兩種為情境題和行為題（又名行為面試）。

### 情境題
情境題為未來導向，要求應徵者想像特定情境、說明應對方式。優點為所有應徵者針對相同情境作答，而非描述個人獨有的過去經驗，而即使沒有直接經驗，也能展現思考模式。情境面試的重點在於設計與職務相關的情境，並且制定回答的評分依據。

### 行為題
行為題（又稱行為面試）為過去導向，要求應徵者描述過去工作、生活中如何處理與職務所需知識、技能與能力相關的情況，例如STAR原則。行為題的重點為「過去的行為是未來表現的最佳預測指標」，藉由了解應徵者過去的處理方法推測未來表現。

### 其他題型
除上述常見題型外，結構化面試中也可能出現背景題、專業題、益智題等。
- 背景題：聚焦於工作經驗、教育背景等資格，例如：「你有電話銷售經驗嗎？」
- 專業題：要求說明或示範相關知識、技能、能力（KSAs），例如：「你會怎麼設計主管的安全訓練課程？」[26]
- 益智題：為微軟於1990年代推廣並由其他公司採用，常見形式為解謎、腦筋急轉彎、解決特殊問題，例如：「一間辦公室可以裝得下幾顆籃球？」[27]